# Буковець (округ Фридек-Містек, Чехія)
Буковець (чеськ. Bukovec, пол. Bukowiec, нім. Bukowetz) — прикордонне село в окрузі Фридек-Містек Моравсько-Сілезького краю, за 18 км на південний схід від Тржінця. Площа села - 1705 га. Це найсхідніший населений пункт Чехії. Тут проживає близько 1400 осіб, з яких близько третини - поляки. Біля села, розташований чесько-польський державний кордон. 

## Історія
Буковець — найстаріше село Бескидської частини Тешинської Сілезії, привілейоване положення якого (хоча в копіях) збереглося донині. З їх читання ми знаємо, що в 1353 році князь Тешинський Казімєж I подарував Петру на ім’я Грос та його нащадкам Ульгарський ліс над потоком Буковець, що охоплює 60 франконських полів, щоб заснувати село за німецьким законодавством. Потім цей привілей був підтверджений у 1563 році князем Вацлавом Адамом і вдруге у 1604 році князем Адамом Вацлавом.  Назва села походить від назви згаданого струмка Буковець і вперше згадується у 1523 р. Цікава історія місцевої освіти. За традицією, першим вчителем у Буковці був Сікора, коваль, який у своїй кузні вчив дітей писати й читати. Діти писали цвяхами на плоских м’яких шиферних плитках. Перша школа католицької парафії Яблунків, ймовірно, існувала ще в 1792 році. За австрійським переписом населення 1910 року в Буковці проживало 1043 особи, з них 1041 (99,8%) — поляки і двоє (0,2%) — чехи.